# Paul Gerstgraser
Paul Gertsgraser, né le 22 mai 1995 à Schwarzach im Pongau, est un coureur du combiné nordique autrichien. 

## Carrière
Il dispute ses premières compétitions internationales en 2010. En 2011, au Festival olympique de la jeunesse européenne, il gagne la médaille d'or au sprint par équipes avec Philipp Orter. Il entre ensuite en équipe nationale, commençant dans la Coupe continentale en décembre 2011, compétition dans laquelle il monte sur son premier podium la saison suivante avec une deuxième place à Eisenerz. Début 2013, il prend part à ses premiers championnats du monde junior, remportant par l'occasion une médaille d'argent par équipes. 
En novembre 2014 à Ruka, il fait sa première apparition en Coupe du monde. Deux mois plus tard, aux Championnats du monde junior, il gagne le titre par équipes et la médaille d'argent au Gundersen 10 km derrière le Norvégien Jarl Magnus Riiber. Il venait de remporter sa première manche de Coupe continentale à Høydalsmo. En mars 2015, il récolte ses premiers points en Coupe du monde avec une 18e place à Lahti.
En début d'année 2017, il termine cinquième d'une manche de Coupe du monde à Chaux-Neuve. Un mois plus tard, il est sélectionné pour le relais autrichien pour les championnats du monde de Lahti qui décroche la médaille de bronze avec Bernhard Gruber, Mario Seidl et Philipp Orter.
En mars 2017, il est champion d'Autriche du trente kilomètres en ski de fond.
Lors de l'hiver 2018-2019, où il récolte son deuxième top dix en Coupe du monde, il remporte un total de six courses individuelles dans la Coupe continentale et ainsi le classement général.
En mai 2020, il annonce la fin de sa carrière.

## Palmarès

### Championnats du monde
| Épreuve / Édition   | Gundersen      | Gundersen      | Relais | Sprint par équipes |
| Épreuve / Édition   | Petit tremplin | Grand tremplin | Relais | Sprint par équipes |
| Mondiaux 2017 Lahti |                |                | Bronze |                    |

### Coupe du monde
- Meilleur classement général : 27e en 2017.
- Meilleur résultat individuel : 5e.

#### Différents classements en Coupe du monde
| Année     | Classement général final |
| 2014-2015 | 57e                      |
| 2015-2016 | 42e                      |
| 2016-2017 | 27e                      |
| 2017-2018 | 60e                      |
| 2018-2019 | 31e                      |
| 2019-2020 | 49e                      |

### Coupe continentale
- Vainqueur du classement général en 2019.
- 18 podiums individuels dont 7 victoires.

Palmarès après l'édition 2020

### Championnats du monde junior
- Médaille d'argent par équipes en 2013.
- Médaille d'or par équipes en 2015.
- Médaille d'argent à l'épreuve individuelle 10 km en 2015.

### Festival olympique de la jeunesse européenne
- Médaille d'or au sprint par équipes en 2011.

### Jeux olympiques de la jeunesse d'hiver de 2012
- Il termine 8e dans le combiné nordique.
- Il termine 7e dans l'épreuve par équipes du saut à ski.